# Formel 1-VM 1998
Formel 1-VM 1998 hade 16 deltävlingar som kördes under perioden 8 mars-1 november. Förarmästerskapet vanns av finländaren Mika Häkkinen och konstruktörsmästerskapet av McLaren-Mercedes. 

## Nyheter

### Tävlingar
Europas Grand Prix på Jerezbanan utgick.  Portugals Grand Prix, som skulle körts på Estorilbanan den 11 oktober, ställdes in eftersom banarbetet inte var klart. Den uteblivna tävlingen förklarar det månadslånga uppehållet mellan Luxemburgs Grand Prix och Japans Grand Prix.

### Regeländringar
Slicks, det vill säga helt släta däck, förbjöds för att minska hastigheten. Däcktillverkarna, som var Goodyear och Bridgestone, tvingades skära fyra skåror i däcken, vilket ökade varvtiderna med ett par sekunder.

### Övergångar
Williams, Ferrari, McLaren och Stewart ställde upp med samma förare som avslutade säsongen 1997. De största förändringarna skedde i Benetton, där stallchefen Flavio Briatore ersattes av David Richards. Giancarlo Fisichella värvades från Jordan, vilket var Briatores sista beslut, då han hade kontraktsrätten. Alexander Wurz blev tävlingsförare i stallet.  
Jordan värvade Damon Hill från Arrows, vilket var den största värvningen inför säsongen. Sauber satsade på två tidigare Benettonförare, Jean Alesi och Johnny Herbert. Herbert gjorde sin tredje säsong i stallet, medan Alesi var ett något överraskande nyförvärv, mest beroende på att han inte kunde hitta en förarplats i något större stall. Jarno Trulli blev ordinarie förare i Prost. Mika Salo flyttade från Tyrrell till Arrows, och ersattes av Ricardo Rosset och Tora Takagi. Minardi värvade Shinji Nakano från Prost och den 19-årige argentinaren Esteban Tuero.

## Vinnare
- Förare:  Mika Häkkinen, Finland, McLaren-Mercedes
- Konstruktör:  McLaren-Mercedes, Storbritannien

## Grand Prix 1998
| Grand Prix                 | Datum        | Bana              | Vinnande förare    | Vinnande tillverkare |   |
| -------------------------- | ------------ | ----------------- | ------------------ | -------------------- | - |
| Australiens Grand Prix     | 8 mars       | Albert Park       | Mika Häkkinen      | McLaren-Mercedes     | * |
| Brasiliens Grand Prix      | 29 mars      | Interlagos        | Mika Häkkinen      | McLaren-Mercedes     | * |
| Argentinas Grand Prix      | 12 april     | Buenos Aires      | Michael Schumacher | Ferrari              | * |
| San Marinos Grand Prix     | 26 april     | Imola             | David Coulthard    | McLaren-Mercedes     | * |
| Spaniens Grand Prix        | 10 maj       | Catalunya         | Mika Häkkinen      | McLaren-Mercedes     | * |
| Monacos Grand Prix         | 24 maj       | Monte Carlo       | Mika Häkkinen      | McLaren-Mercedes     | * |
| Kanadas Grand Prix         | 7 juni       | Montréal          | Michael Schumacher | Ferrari              | * |
| Frankrikes Grand Prix      | 28 juni      | Magny-Cours       | Michael Schumacher | Ferrari              | * |
| Storbritanniens Grand Prix | 12 juli      | Silverstone       | Michael Schumacher | Ferrari              | * |
| Österrikes Grand Prix      | 26 juli      | A1-Ring           | Mika Häkkinen      | McLaren-Mercedes     | * |
| Tysklands Grand Prix       | 2 augusti    | Hockenheimring    | Mika Häkkinen      | McLaren-Mercedes     | * |
| Ungerns Grand Prix         | 16 augusti   | Hungaroring       | Michael Schumacher | Ferrari              | * |
| Belgiens Grand Prix        | 30 augusti   | Spa-Francorchamps | Damon Hill         | Jordan-Mugen Honda   | * |
| Italiens Grand Prix        | 13 september | Monza             | Michael Schumacher | Ferrari              | * |
| Luxemburgs Grand Prix      | 27 september | Nürburgring       | Mika Häkkinen      | McLaren-Mercedes     | * |
| Japans Grand Prix          | 1 november   | Suzuka            | Mika Häkkinen      | McLaren-Mercedes     | * |

## Stall, nummer och förare 1998
| Stall/Tillverkare   | Nummer | Förare                          |
| ------------------- | ------ | ------------------------------- |
| Arrows              | 16     | Pedro Diniz, Brasilien          |
| Arrows              | 17     | Mika Salo, Finland              |
| Benetton-Playlife   | 5      | Giancarlo Fisichella, Italien   |
| Benetton-Playlife   | 6      | Alexander Wurz, Österrike       |
| Ferrari             | 3      | Michael Schumacher, Tyskland    |
| Ferrari             | 4      | Eddie Irvine, Storbritannien    |
| Jordan-Mugen Honda  | 9      | Damon Hill, Storbritannien      |
| Jordan-Mugen Honda  | 10     | Ralf Schumacher, Tyskland       |
| McLaren-Mercedes    | 7      | David Coulthard, Storbritannien |
| McLaren-Mercedes    | 8      | Mika Häkkinen, Finland          |
| Minardi-Ford        | 22     | Shinji Nakano, Japan            |
| Minardi-Ford        | 23     | Esteban Tuero, Argentina        |
| Prost-Peugeot       | 11     | Olivier Panis, Frankrike        |
| Prost-Peugeot       | 12     | Jarno Trulli, Italien           |
| Sauber-Petronas     | 14     | Jean Alesi, Frankrike           |
| Sauber-Petronas     | 15     | Johnny Herbert, Storbritannien  |
| Stewart-Ford        | 18     | Rubens Barrichello, Brasilien   |
| Stewart-Ford        | 19     | Jan Magnussen, Danmark          |
| Tyrrell-Ford        | 20     | Ricardo Rosset, Brasilien       |
| Tyrrell-Ford        | 21     | Toranosuke Takagi, Japan        |
| Williams-Mecachrome | 1      | Jacques Villeneuve, Kanada      |
| Williams-Mecachrome | 2      | Heinz-Harald Frentzen, Tyskland |

## Slutställning förare 1998
| Placering | Förare                | Konstruktör         | Poäng |
| --------- | --------------------- | ------------------- | ----- |
| 1         | Mika Häkkinen         | McLaren-Mercedes    | 100   |
| 2         | Michael Schumacher    | Ferrari             | 86    |
| 3         | David Coulthard       | McLaren-Mercedes    | 56    |
| 4         | Eddie Irvine          | Ferrari             | 47    |
| 5         | Jacques Villeneuve    | Williams-Mecachrome | 21    |
| 6         | Damon Hill            | Jordan-Mugen Honda  | 20    |
| 7         | Heinz-Harald Frentzen | Williams-Mecachrome | 17    |
| 8         | Alexander Wurz        | Benetton-Playlife   | 17    |
| 9         | Giancarlo Fisichella  | Benetton-Playlife   | 16    |
| 10        | Ralf Schumacher       | Jordan-Mugen Honda  | 14    |
| 11        | Jean Alesi            | Sauber-Petronas     | 9     |
| 12        | Rubens Barrichello    | Stewart-Ford        | 4     |
| 13        | Mika Salo             | Arrows              | 3     |
| 14        | Pedro Diniz           | Arrows              | 3     |
| 15        | Johnny Herbert        | Sauber-Petronas     | 1     |
| 16        | Jarno Trulli          | Prost-Peugeot       | 1     |
| 17        | Jan Magnussen         | Stewart-Ford        | 1     |

## Slutställning konstruktörer 1998
| Placering | Konstruktör         | Poäng |
| --------- | ------------------- | ----- |
| 1         | McLaren-Mercedes    | 156   |
| 2         | Ferrari             | 133   |
| 3         | Williams-Mecachrome | 38    |
| 4         | Jordan-Mugen Honda  | 34    |
| 5         | Benetton-Playlife   | 33    |
| 6         | Sauber-Petronas     | 10    |
| 7         | Arrows              | 6     |
| 8         | Stewart-Ford        | 5     |
| 9         | Prost-Peugeot       | 1     |
| 10        | Minardi-Ford        | 0     |
| =         | Tyrrell-Ford        | 0     |